# Wilmar Roldán
Wilmar Roldán (Remedios, 1980. január 24. –) kolumbiai nemzetközi labdarúgó-játékvezető.

## Pályafutása

### Nemzeti játékvezetés
A játékvezetésből 14 évesen tett sikeres vizsgát, 2003. február 23-án a Millonarios – Once Caldas mérkőzésen debütált hazája legmagasabb labdarúgó bajnokságában.

### Nemzetközi játékvezetés
Kolumbiai labdarúgó-szövetség Játékvezető Bizottsága (JB) terjesztette fel nemzetközi játékvezetőnek, a Nemzetközi Labdarúgó-szövetség (FIFA) 2007-től tartotta nyilván bírói keretében. Több nemzetek közötti válogatott és klubmérkőzést vezetett. CONMEBOL JB elit kategóriás játékvezetője.

#### Világbajnokság
Törökország rendezte a 19., a 2013-as U20-as labdarúgó-világbajnokságot, ahol a FIFA JB hivatalnokként foglalkoztatta.
| Időpont          | Helyszín                      | Mérkőzés típusa        | Mérkőzés            | Eredmény | Nézők száma |
| ---------------- | ----------------------------- | ---------------------- | ------------------- | -------- | ----------- |
| 2013. június 21. | Türk Telekom Arena, Isztambul | selejtező (A. csoport) | Franciaország–Ghána | 3 – 1    | 4133        |
| 2013. június 27. | Kadir Has Stadion, Kayseri    | selejtező (B. csoport) | Portugália–Kuba     | 5 – 0    | 4873        |

---
A világbajnoki döntőhöz vezető úton Dél-Afrikába a XIX., a 2010-es labdarúgó-világbajnokságra és Brazíliába a XX., a 2014-es labdarúgó-világbajnokságra a FIFA JB bíróként alkalmazta. 2012-ben a FIFA JB bejelentette, hogy a brazil labdarúgó-világbajnokság lehetséges játékvezetőinek átmeneti listájára jelölte. A kiválasztottak mindegyike részt vett több szakmai szemináriumon. A FIFA JB 25 bírót és segítőiket, valamint kilenc tartalék bírót és melléjük egy-egy asszisztenst nevezett meg. A végleges listát különböző technikai, fizikai, pszichológiai és egészségügyi tesztek teljesítése, valamint különböző erősségű összecsapásokon mutatott teljesítmények alapján állították össze.

##### 2010-es labdarúgó-világbajnokság

###### Selejtező mérkőzés
| Időpont          | Helyszín                 | Mérkőzés típusa            | Mérkőzés         | Eredmény | Nézők száma |
| ---------------- | ------------------------ | -------------------------- | ---------------- | -------- | ----------- |
| 2009. április 1. | Atahualpa Stadion, Quito | előselejtező (12. forduló) | Ecuador–Paraguay | 1 : 1    | 36 853      |

##### 2014-es labdarúgó-világbajnokság

###### Selejtező mérkőzés
| Időpont              | Helyszín                                       | Mérkőzés típusa            | Mérkőzés         | Eredmény | Nézők száma |
| -------------------- | ---------------------------------------------- | -------------------------- | ---------------- | -------- | ----------- |
| 2011. október 7.     | Antonio Vespucio Liberti Stadion, Buenos Aires | előselejtező (1. forduló)  | Argentína–Chile  | 4 : 1    | 26 161      |
| 2012. szeptember 11. | Nemzeti Stadion, Lima                          | előselejtező (8. csoport)  | Peru–Argentína   | 1 – 1    | 34 111      |
| 2013. március 22.    | Centenario Stadion, Montevideo                 | előselejtező (11. forduló) | Uruguay–Paraguay | 1 – 1    | 32 000      |

###### Világbajnoki mérkőzés
| Időpont          | Helyszín                        | Mérkőzés típusa              | Mérkőzés          | Eredmény | Nézők száma |
| ---------------- | ------------------------------- | ---------------------------- | ----------------- | -------- | ----------- |
| 2014. június 13. | Estádio das Dunas, Natal        | csoportmérkőzés (A csoport)  | Mexikó–Kamerun    | 1 – 0    | 39 216      |
| 2014. június 22. | Beira-Rio Stadion, Porto Alegre | csoportmérkőzés (H. csoport) | Dél-Korea–Algéria | 2 – 4    | 42 732      |

#### Amerika Kupa
Argentína rendezte a 43., a 2011-es Copa América labdarúgó tornát, ahol a CONMEBOL JB bíróként foglalkoztatta.

##### Bajnoki mérkőzések
| Időpont          | Helyszín                             | Mérkőzés típusa        | Mérkőzés          | Eredmény |
| ---------------- | ------------------------------------ | ---------------------- | ----------------- | -------- |
| 2011. július 4.  | Malvinas Argentinas Stadion, Mendoza | selejtező (C. csoport) | Uruguay–Peru      | 1 : 1    |
| 2011. július 9.  | Chateau Carreras Stadion, Córdoba    | selejtező (B. csoport) | Brazília–Paraguay | 2 : 2    |
| 2011. július 23. | Ciudad Stadion, La Plata             | bronzmérkőzés          | Peru–Venezuela    | 4 : 1    |

#### Olimpia
2010-ben, első alkalommal Szingapúrban rendezték meg az Ifjúsági Olimpiai labdarúgó tornát, ahol a FIFA JB hivatalnoknak delegálta. A tornán egyetlen európai játékvezetőként Vad István vezethette a döntő mérkőzést.
| Időpont             | Helyszín                       | Mérkőzés típusa        | Mérkőzés             | Eredmény | Nézők száma |
| ------------------- | ------------------------------ | ---------------------- | -------------------- | -------- | ----------- |
| 2010. augusztus 19. | Jalan Besar Stadion, Szingapúr | selejtező (D. csoport) | Montenegró–Szingapúr | 2 : 3    | 5 850       |

A 2012. évi nyári olimpiai játékok labdarúgó tornájára a FIFA JB bírói szolgálatra hívta meg.
| Időpont            | Helyszín                           | Mérkőzés típusa        | Mérkőzés                 | Eredmény | Nézők száma |
| ------------------ | ---------------------------------- | ---------------------- | ------------------------ | -------- | ----------- |
| 2012. július 26.   | St. James’ Park Stadion, Newcastle | selejtező (B. csoport) | Gabon–Svájc              | 1 : 1    | 15 748      |
| 2012. augusztus 4. | Millennium Stadion, Cardiff        | egyik negyeddöntő      | Nagy-Britannia–Dél-Korea | 1 : 1    | 70 171      |

#### Nemzetközi kupamérkőzések
Vezetett Kupa-döntők száma: 2.

##### Dél-amerikai Szuperkupa
| Időpont             | Helyszín                                          | Mérkőzés típusa      | Mérkőzés                                        | Eredmény |
| ------------------- | ------------------------------------------------- | -------------------- | ----------------------------------------------- | -------- |
| 2011. augusztus 10. | Libertadores de América Stadion, Venue Avellaneda | döntő, első mérkőzés | Independiente (argentin)–Internacional (brazil) | 2 : 1    |

##### Libertadores Kupa
| Időpont          | Helyszín                         | Mérkőzés típusa         | Mérkőzés                                | Eredmény |        |
| ---------------- | -------------------------------- | ----------------------- | --------------------------------------- | -------- | ------ |
| 2012. július 4.  | Pacaembu Stadion, São Paulo      | döntő, második mérkőzés | CL Corinthians (brazil)–CA Boca Juniors | 2 : 0    |        |
| 2013. július 24. | Mineirão Stadion, Belo Horizonte | döntő, második mérkőzés | CA Mineiro–Olimpia Asunción             | 2 – 0    | 56 557 |